# أوليفر كراوس
أوليفر كراوس (بالإنجليزية: Oliver Kraus)‏ هو موسيقي وملحن بريطاني، ولد في 1970 في شبردز بوش في المملكة المتحدة.

## وصلات خارجية
- أوليفر كراوس على موقع IMDb (الإنجليزية)
- أوليفر كراوس على موقع ميوزك برينز (الإنجليزية)
- أوليفر كراوس على موقع أول ميوزيك (الإنجليزية)
- أوليفر كراوس على موقع ديسكوغز (الإنجليزية)
- أوليفر كراوس على موقع قاعدة بيانات الفيلم (الإنجليزية)